# Elena Nevado del Campo
María Elena Nevado del Campo (Cáceres, 26 de enero de 1967)  es una política española perteneciente al Partido Popular. Desempeñó las labores de alcaldesa en Cáceres tras salir elegida en las elecciones municipales de 2011, hasta finalizar su segundo mandato en junio de 2019. En las elecciones generales de 2011 concurrió como candidata al Senado por la provincia cacereña, cargo que ejerció hasta el 12 de junio de 2015 cuando fue obligada a renunciar debido al Acuerdo de Investidura al que llegó con Ciudadanos para ser investida por segunda vez.
En las elecciones europeas celebradas el 9 de junio de 2024 concurrió como candidata en la lista del Partido Popular, resultando electa Diputada al Parlamento Europeo, cargo que ejerce en la actualidad.

## Biografía
Es licenciada en Derecho por la Universidad de Extremadura y cuenta con un Máster en Asesoría Jurídica de Empresas. Ha sido responsable de formación y vicedecana del Ilustre Colegio de Abogados de Cáceres.

## Vida política
Alcaldesa de Cáceres desde junio de 2011 hasta junio de 2019. También ha sido senadora en la X legislatura por la circunscripción de la misma provincia.
Asimismo ha sido miembro de la Junta Directiva de la Federación Española de Municipios y Provincias. En la actualidad, es vicepresidenta de la Comisión de Haciendas y Financiación Local de la FEMP, presidenta del Grupo de Ciudades Patrimonio de la Humanidad de España, forma parte de los órganos de dirección de la Red de Juderías, presidenta de la Junta Local del Partido Popular de Cáceres y miembro del Comité Ejecutivo y la Junta Directiva Regional del PP de Extremadura.

### Renuncia al Senado
Tras la celebración de las Elecciones Municipales de 2015, el Partido Popular obtuvo 11 concejales, insuficientes para resultar elegida alcaldesa. El Partido Popular y Ciudadanos llegaron a un Acuerdo de Investidura según el cual debería renunciar a su cargo de senadora el día anterior a la celebración del pleno de investidura. A razón de esto, Nevado aceptó y fue reelegida alcaldesa.